# Михайлов, Олег Юрьевич
Олег Юрьевич Михайлов (род. 30 августа 1981, Ленинград) — российский график, художник книги, живописец.

## Биография
Родился 30 августа 1981 года в Ленинграде.
В 1999 год окончил Санкт-Петербургский академический художественный лицей им. Б. В. Иогансона. В 2005 выпускник факультета графики Санкт-Петербургского государственного академического института живописи, скульптуры и архитектуры имени И. Е. Репина, дважды награждён медалями «За успехи в учёбе» (1999, 2004). С отличием защитил дипломную работу, выполненную в технике литографии на тему «Русская деревня». В 2007 году окончил аспирантуру графического факультета.
На протяжении карьеры преподавал в Санкт-Петербургской государственной художественно-промышленной академии им. А. Л. Штиглица (кафедра рисунка, кафедра графики), в Университете Абу-Даби (Zayed University Abu Dhabi, ОАЭ), в Чунцинской Академии Изящных Искусств (Sichuan Fine Arts Institute SAFA ,Чунцин, КНР).
Автор иллюстраций к произведениям художественной и детской литературы (издательства «Вита-Нова», «Азбука» и др.).
В 2013 году иллюстрации Олега Михайлова к книге В. П. Астафьева «Царь-Рыба» заняли первое место на всероссийском конкурсе «Образ книги».
В 2014 году за серию картин, выполненных с группой художников для выставки «Сочные, яркие, свои» в рамках Олимпиады в Сочи отмечен наградой Специального Олимпийского комитета Санкт-Петербурга.
В 2015-2016 гг. создаёт одну из знаковых серий литографий — «Бытие рыбацкое». 
В 2017-2019 гг. по приглашению музея графики (China Printmaking Museum) работы художника представляли Россию в международном проекте “One Belt One Road”.
Работал ассистентом в научно-исследовательском музее Российской Академии художеств.
В 2018 году иллюстрации к «Книгам малых пророков» издательства «Вита-Нова» удостоены диплома в категории «Лучшие иллюстрации» на международной выставке интеллектуальной литературы «Non/Fiction» в Москве.
С 2019 по 2021 работал над циклом литографий "Труженики моря", которые впервые увидели свет на выставке "Ренессанс Виктора Гюго", открывшейся весной 2023 года в Сент-Питер-Порте на острове Гернси.
Занимается живописью, станковой, книжной и печатной графикой, является одним из ведущих современных литографов.
Регулярно работает в художественных резиденциях Китая, постоянно участвует в коллективных выставках в России и зарубежом.
Работы художника хранятся в музейных собраниях России и зарубежья, в фондах «ЮНЕСКО» в Румынии, в частных собраниях в России, США, Румынии, Великобритании, Австралии, Китая, Южной Кореи, ОАЭ, а также в резиденции «Горки-9».
Член Санкт-Петербургского Союза художников.
Живёт и работает в Санкт-Петербурге.

## Выставки
- 1997 — I премия конкурса, посвященного 850-летию Москвы.
- 1998 — I премия II-го международного юношеского конкурса имени И. Е. Репина, посвященного 200-летию А. С. Пушкина.
- 1998 — персональная выставка в СПГАХЛ им. Б. В. Иогансона.
- 1999—2004 — ежегодные студенческие выставки в институте им. И. Е. Репина, СПб.
- 2002 — выставка «Север — Юг», Академия Художеств, СПб.
- 2003—2004 — серия выставок «Русские художники» в галерее «Avantgarde», Лондон.
- 2004 — победитель конкурса грантов для молодых учёных и специалистов «Музы Петербурга».
- 2005—2006 — выставка выпускников художественных вузов в Союзе художников, Москва.
- 2005 — выставка дипломных работ в Академии Художеств, СПб.
- 2006 — выставка «Музыка живописи», Санкт-Петербургская Консерватория им. Н. А. Римского-Корсакова, СПб.
- 2006 — III международная биеннале графики в Санкт-Петербурге — «БИН 2006».
- 2006 — выставка «Надежда 4», СХСПб.
- 2007 — победитель конкурса политического плаката «Выборы — это модно» в номинации графика и компьютерный дизайн.
- 2007 — выставка «Татьянин день», галерея «Стекло Росвуздизайн», СПб.
- 2007 — выставка «Семь лет спустя», СПГАХЛ им. Б. В. Иогансона.
- 2007 — выставка «Надежда 5», СХСПб.
- 2007 — выставка «Ленинград-Петербург, ленинградцы-петербуржцы», СПб.
- 2007 — выставка, посвященная 85-летию города Пушкинские горы в галерее «Пушкиногорский вернисаж», г. Пушкинские горы.
- 2007 — выставка «Художники рисуют детство», галерея «Артист», СПб.
- 2008 — выставка «Литограф и Я», Санкт-Петербургский государственный академический институт живописи, скульптуры и архитектуры имени И. Е. Репина.
- 2008 — выставка графики, организованная фондом «Юнеско», Эфорие Норд, Румыния.
- 2008 — лауреат первой премии фонда Игоря Минакова в номинации «графика» конкурса «Зимние праздники России».
- 2009 — персональная выставка работ в Институте им. И. Е. Репина, СПб.
- 2009 — выставка живописи и графики в музее-квартире В. В. Набокова, СПб.
- 2009 — выставка «Петербург — Петербуржцы», СПб.
- 2010 — выставка «Параллельное присутствие» в управлении по делам президента РФ, Стрельна.[5]
- 2011 — выставка «Книжные знаки петербургских художников», Библиотека книжной графики, СПб.
- 2011 — выставка издательства «Вита Нова» в галерее современного искусства «Красный мост», Вологда.[6]
- 2011 — выставка «Весеннее настроение», галерея «Тронный зал», СПб.
- 2011 — выставка «Весна 2011», СПбСХ.
- 2012 — «Я жив», выставка посвящённая В.Высоцкому в художественной галерее «N-Проспект», СПб.[7]
- 2012 — Первая Международная Триеннале графики в Санкт-Петербурге.
- 2013 — персональная выставка «Царь-Рыба», галерея «Мольберт», СПб.[8]
- 2014 — «SOCHI 2014. Сочные, яркие, свои». Передвижная выставка, посвященная Олимпиаде 2014 в Сочи, Москва — СПб.
- 2015 — международная выставка «Art New World», Чжуншань, Китай.
- 2015 — «ЛИТОграфика. Выставка литографий Олега Михайлова», Малый зал Центрального выставочного зала «Манеж», печатная студия «Графический кабинет», СПб.
- 2015 — выставка «Петербург. 70 лет без войны», галерея «Мольберт», СПб.[9]
- 2017 — коллективная выставка в Cheer Bell Gallery, Гонконг.[10]
- 2017 — персональная выставка «В воде и над водой» в рамках третьей международной триеннале графики «БИН 2017», оружейный центр «Левша», СПб.[11][12]
- 2017 — «Русская деревня: Печатная графика русских художников XX-XXI вв», Российская Национальная Библиотека, СПб.[13]
- 2017 — юбилейная выставка «85 лет Союзу художников России», Манеж, СПб.
- 2018 — выставка «120/80», Музейно-краеведческий комплекс «Дом Цыплаковых», Козельск.[14]
- 2018 — персональная выставка «С Запада на Восток», галерея «Мольберт», СПб.[15][16][17][18][19]
- 2018 — выставка «ЛитографиЯ. Алексей Баранов, Олег Михайлов, Анна Переходько», Белёвский краеведческий музей, Белёв.
- 2018 — выставка в рамках III International Lithography Days, Künstlerhaus Munich, Мюнхен, Германия.
- 2019 — выставка «Книжный знак из коллекции Мастерской Печатной Графики», Библиотека Семёновская, СПб.[20]
- 2019 — Guanlan International Print Biennial[21]
- 2019 — II место на конкурсе экслибриса «Путешествие с Марко Поло по Шёлковому пути», Palace Grand Hotel Varese, Варесе, Италия.[22][23]
- 2019 — персональная выставка в Даляньском художественном музее Вэньбо, Далянь, КНР.[24][25][26][27][28]
- 2019 — выставка «Портрет книги». 10 лет магазину «Вита Нова», Музей печати, СПб.[29]
- 2019 — персональная выставка в Tacit Art Galleries, Мельбурн, Австралия.[30]
- 2020 — «Отчётная выставка Мастерской Печатной Графики», Арт-центр «Гаркундель», СПб.[31]
- 2020 — «Печатная графика Санкт-Петербургских художников 2020», СПбСХ.[32]
- 2020 — выставка в рамках Международного конкурса Зенефельдера, Haus der Stadtgeschichte, Оффенбах-на-Майне.[33]
- 2020 — «Le immagine della Fantasia 38», Сармеде, Венеция, Италия.[34][35][36]
- 2020 — выставка в рамках VI Международной встречи экслибрисистов в Варесе и XI Международного конкурса экслибриса — Данте Алигьери, Palace Grand Hotel Varese, Варесе, Италия.
- 2020 — гран-при конкурса экслибриса «Xinchow Hundred Cow Memorial Exlibris Design Contest», Гонконг.[37][38]
- 2021 — «Tribuna Graphic 2021», The Art Museum of Cluj-Napoca, Клуж-Напока, Румыния.[39]
- 2021 — Megalo Print Studio, онлайн выставка.[40]
- 2021 — «STONE — PLATE — POLYESTER», Künstlerhaus Munich, Мюнхен, Германия.
- 2021 — персональная выставка «Побег из Петербурга», Галерея «Краски жизни», СПб.[41][42]
- 2022 — «Смоляная вода» — Андрей Мартьянов, Олег Михайлов, Максим Моргунов, Выставочный зал Союза художников, Псков.[43][44][45][46][47][48][49]
- 2022 — «Графика между Западом и Востоком», выставочный зал ДШИ, Дудинка.[50][51]
- 2022 — «С чистого листа», галерея «Мольберт», СПб.
- 2022 — гран-при конкурса экслибриса «Year of the Tiger Exlibris Design Contest», Гонконг.
- 2022 — диплом 3-й степени в номинации «Профессионал» III Международной биеннале «Кубачинская башня», Дом поэзии, Махачкала.[52][53]
- 2022 — «Петербургский экслибрис», Музей экслибриса и миниатюрной книги, Москва.[54]
- 2022 — «International Art Exchange Exhibition 2022», Hong Kong City Hall, Гонконг.
- 2022 — «Петербургский экслибрис». В рамках фестиваля «Владимирский LIVE. Территория культуры», Библиотека им. Маяковского, СПб.[55]
- 2022 — «Belt & Road National Art & Culture Expo» / «The 4th Hong Kong International Arts & Collectables Expo», Asia World-Expo, Гонконг.[56]
- 2022 —  Всероссийская выставка современного искусства «Архитектурные истории», ДК им. Кирова, СПб.
- 2022 — «Как птица Сирин в Китай летала: связь культур в современной печатной графике Олега Михайлова», Российская Национальная Библиотека, СПб.[57][58][59][60]
- 2023 — «Renaissance of Victor Hugo», Сент-Питер-Порт, Гернси.[61][62][63][64][65]
- 2023 — выставка «Весна 2023», СПбСХ.
- 2023 — выставка «ЛИТОГРАФиЯ», выставочный зал «Арка» графического факультета Академии художеств им. Ильи Репина, СПб.
- 2023 — выставка «Град», галерея «Мольберт», СПб.
- 2023 — гран-при конкурса экслибриса «Year of Rabbit · Panda Global Commemorative Ex-libris Design Competition», Гонконг.
- 2023 — Марина Икоку и Олег Михайлов: специальный выставочный проект «Горизонты» в рамках второго международного экономического и гуманитарного форума «Россия - Африка», галерея KASUGAI, СПб.[66][67]
- 2023 — выставка «Современные экслибрисы для библиофилов и книголюбов» в рамках всероссийской научно-практической конференции «Экслибрисы как информационный ресурс для изучения книжной культуры», Музей экслибриса и миниатюрной книги, Москва.
- 2023 — выставка «ЛИТОГРАФ». В рамках фестиваля «Владимирский LIVE. Территория культуры», Zarenkov Gallery, СПб.
- 2023 — «The Channel Islands Contemporary Art Show», Гернси.[68][69]
- 2023 — персональная выставка в Международном музее экслибриса и печатной графики Хангу, Тяньцзинь, КНР.[70][71]
- 2023 — персональная выставка в Даляньском художественном музее Вэньбо, Далянь, КНР.[72][73][74][75]
- 2024 — выставка «Петербургская литография. Сохраним вместе», ДХШ им. М.К. Аникушина, Кронштадт.
- 2024 — выставка «Мир Астафьева глазами художников», Красноярский художественный музей имени В. И. Сурикова, Красноярск.
- 2024 — выставка «ЛИТОГРАФ», Художественная галерея Выставочного центра «Эрмитаж-Выборг», Выборг.[76]
- 2024 — выставка гравюр в честь 75-летия установления дипломатических отношений между Россией и Китаем, Художественный музей Китайской Академии Искусств.[77]
- 2024 — выставка «Taking Stock», Сент-Питер-Порт, Гернси.
- 2024 — выставка «Symmetries. The Exhibition II», Museul De Arta Cluj-Napoca, Клуж-Напока, Румыния[78]
- 2024 — выставка «Перфеличе», Zarenkov Gallery, СПб.[79]
- 2024 — выставка «ЛИТОГРАФ», Культурно-выставочный центр ВШТЭ, СПб.
- 2024 — выставка «Druckgrafik. Prazision und Freiheit», Галерея «Wolf & Galentz», Берлин.[80]
- 2024 — «СПб СХШ The Best», выставка выпускников, к 90-летию СХШ, СХСПб.

## Музейные собрания (выборочно)
- Российская национальная библиотека
- Научно-исследовательский музей Российской академии художеств
- Санкт-Петербургский академический художественный лицей им. Б. В. Иогансона
- Государственный комплекс «Дворец конгрессов»
- Музей-заповедник «Пушкинские горы»
- Киришский историко-краеведческий музей
- Вологодская областная картинная галерея
- Музей экслибриса и миниатюрной книги Международного союза общественных организаций книголюбов (МСК)
- China Printmaking Museum[81]
- Художественный музей Китайской Академии Искусств

## Публикации (выборочно)
- Виктор Астафьев. «Царь-рыба. Повествование в рассказах». СПб: Вита-Нова — 2013—624 с.: цв. ил. ISBN 978-5-93898-430-1 [82]
- Книги малых пророков. СПб.: Вита Нова. — 2018—320 с.: ил. ISBN 978-5-93898-669-5 [83]
- Damon Kowarski «Every Stone Has a Story» // Imprint Magazine, Volume 54 No.3, Melbourne — 2019. — pp. 34–35 [84]
- Shaun Shackleton «Fishing for Inspiration» // Guernsey Press, 16/10/2019 [85]
- Печатная графика Санкт-Петербургских художников // Каталог. Вст. ст.: Н. Ю. Кононихин, А. Б. Парыгин. СПб.: СПб СХ. — 2020. — 192 с.: цв. ил. ISBN 978-5-604-38911-9
- Ленинградская школа литографии. Путь длиною в век. Кононихин Н. Ю. — СПб.. 2021. — 360 с.: цв. ил. ISBN 978-5-604-62744-0
- «Диалог с мастером» // газета «Таймыр», №5, 10/02/2022[86]
- Shaun Shackleton «Victor-ious» // Guernsey Press, 30/03/2023